# آب‌انبار میرزا مقیم
آب‌انبار میرزا مقیم مربوط به دوره صفوی است و در کاشان، خیابان ملا حبیب (شریف، گذر دروازه اصفهان) واقع شده و این اثر در تاریخ ۳۰ تیر ۱۳۸۴ با شمارهٔ ثبت ۱۲۱۲۵ به‌عنوان یکی از آثار ملی ایران به ثبت رسیده‌است.